# Леонид (Зарецкий)
Епископ Леонид (в миру Александр Васильевич Зарецкий; 1802—1885) — епископ Русской православной церкви, епископ Екатеринославский и Таганрогский.

## Биография
Родился в 1802 году в селе Игумново Калужской губернии в семье священника Зарецкой церкви.
Учился в Калужской духовной семинарии, затем четыре года — в Санкт-Петербургской духовной академии, которую окончил 30 июня 1827 года со степенью кандидата богословия и 5 сентября того же года был пострижен в монашество; 6 сентября рукоположен во иеродиакона, а 8 сентября — во иеромонаха и 22 сентября направлен учителем в Новгородскую духовную семинарию с исполнением должности инспектора.
С 17 июня 1828 года — инспектор и учитель Смоленской духовной семинарии. С 24 декабря 1830 года по 2 февраля 1832 года исполнял должность ректора Смоленской духовной семинарии, а 6 апреля 1832 года был утверждён в этой должности с возведением в сан архимандрита и назначением настоятелем Смоленского Авраамиева монастыря. В этом же году определён цензором проповедей, членом консистории и благочинным Смоленского Троицкого, Вознесенского, Болдинского Троицкого и Юхновского монастырей.
Был переведён 5 февраля 1836 года ректором Могилёвской духовной семинарии, с назначением настоятелем Братского Могилёвского монастыря, членом Могилевской консистории, цензором проповедей и благочинным монастырей: Оршанского, Полоцкого Иоанно-Предтеченского, Буйницкого Могилевского и Вознесенского Борколабовского. В 1840 году командирован для увещания старообрядцев, населявших Лаврентьевский и Никольский монастыри Могилёвской епархии.
10 января 1843 года хиротонисан во епископа Старорусского, викария Новгородской епархии.
С 25 февраля 1850 года — епископ Костромской и Галичский.
С 19 августа 1853 года — епископ Екатеринославский и Таганрогский.
Был уволен на покой в московский Симонов монастырь 14 ноября 1864 года; затем перемещён в Рязанский Ольгов Успенский монастырь.
Скончался 3 (15) декабря 1885 года.